# Coenobia pallescens
Coenobia pallescens là một loài bướm đêm trong họ Noctuidae.